# Ignat Soljenitsyne
Pour les articles homonymes, voir Soljenitsyne.
Ignat Alexandrovitch Soljenitsyne (en russe : Игнат Александрович Солженицын), né le 23 septembre 1972 à Moscou, est un chef d'orchestre et pianiste russo-américain. Fils de l'écrivain russe Alexandre Soljenitsyne, il est chef d'orchestre lauréat de l'Orchestre de chambre de Philadelphie et principal chef invité de l'Orchestre symphonique de Moscou.

## Biographie

### Jeunesse et formation
Ignat Soljenitsyne naît à Moscou ; il est le deuxième fils d'Alexandre Soljenitsyne, alors âgé de 53 ans. Il commence l'étude du piano à Marlboro, Vermont avec Luis Batlle, puis à Londres avec Maria Curcio, la dernière et préférée élève d'Artur Schnabel, puis avec Gary Graffman au Curtis Institute, où il se consacre également à la direction d'orchestre sous la direction d'Otto-Werner. Müller,.

### Carrière
Soljenitsyne dirige les orchestres américains de Baltimore, de Buffalo, de Dallas, d'Indianapolis, de Nashville, du New Jersey, de Caroline du Nord, de Seattle, de Toledo. Hors des États-Unis, il dirige celui de Toronto, ainsi que la Nordwestdeutsche Philharmonie et de nombreux orchestres majeurs de Russie, dont l'orchestre Mariinsky, l'orchestre philharmonique de Saint-Pétersbourg, celui de Moscou, l'orchestre symphonique de Moscou et l'orchestre philharmonique de l'Oural.
Il collabore avec des solistes tels que Richard Goode, Gary Graffman, Steven Isserlis, Leila Josefowicz, Sylvia McNair, Garrick Ohlsson, Mstislav Rostropovich et Mitsuko Uchida.
Ignat Soljenitsyne a eu un vaste programme de tournées aux États-Unis et en Europe avec la participation de nombreux orchestres majeurs, notamment ceux de Boston, de Chicago,de  Philadelphie,de  Saint-Louis,de  Los Angeles, deSeattle, de Baltimore, de Washington, de Montréal, de Toronto, de Londres, de Paris, Saint-Pétersbourg, de Israël et de Sydney, et des collaborations avec des chefs d'orchestre aussi distingués que Herbert Blomstedt, James Conlon, James DePreist, Charles Dutoit, Lawrence Foster, Valery Gergiev, Krzysztof Penderecki, André Previn, Mstislav Rostropovich, Gerard Schwarz, Wolfgang Sawallisch, Jerzy Semkow., Maxim Chostakovitch, Yuri Temirkanov et David Zinman.
Passionné de musique de chambre, Soljenitsyne a collaboré avec les quatuors à cordes Emerson, Borodine, Brentano, Saint-Pétersbourg et Lydian, et en récital à quatre mains avec Mitsuko Uchida. Il s'est fréquemment produit dans des festivals internationaux, notamment à Salzbourg, Évian, Ludwigsburg, Caramoor, Ojai, Marlboro, Nijni Novgorod et aux célèbres soirées de décembre de Moscou.
Lauréat de l' Avery Fisher Career Grant, Ignat Soljenitsyne est professeur de piano au Curtis Institute of Music. Il a été présenté dans de nombreuses émissions spéciales de radio et de télévision, notamment CBS Sunday Morning et ABC's Nightline.

### Famille
Soljenitsyne réside à New York avec sa femme et ses trois enfants.